# Episodi de Lo straordinario mondo di Zoey (seconda stagione)
La seconda e ultima stagione della serie televisiva Lo straordinario mondo di Zoey (Zoey's Extraordinary Playlist) è stata trasmessa sul canale statunitense NBC dal 5 gennaio 2021.
In Italia, i primi sei episodi della stagione sono usciti su Rai Play il 14 giugno 2021. Gli altri sette episodi sono usciti su Rai Play il 14 settembre 2021.
| n° | Titolo originale                  | Titolo italiano                             | Prima TV USA    | Pubblicazione Italia |
| -- | --------------------------------- | ------------------------------------------- | --------------- | -------------------- |
| 1  | Zoey's Extraordinary Return       | Lo straordinario ritorno di Zoey            | 5 gennaio 2021  | 14 giugno 2021       |
| 2  | Zoey's Extraordinary Distraction  | La straordinaria distrazione di Zoey        | 12 gennaio 2021 | 14 giugno 2021       |
| 3  | Zoey's Extraordinary Dreams       | Gli straordinari sogni di Zoey              | 19 gennaio 2021 | 14 giugno 2021       |
| 4  | Zoey’s Extraordinary Employee     | Lo straordinario impiegato di Zoey          | 26 gennaio 2021 | 14 giugno 2021       |
| 5  | Zoey’s Extraordinary Trip         | Lo straordinario sballo di Zoey             | 2 febbraio 2021 | 14 giugno 2021       |
| 6  | Zoey’s Extraordinary Reckoning    | La straordinaria resa dei conti di Zoey     | 9 febbraio 2021 | 14 giugno 2021       |
| 7  | Zoey's Extraordinary Memory       | Lo straordinario ricordo di Zoey            | 28 marzo 2021   | 14 settembre 2021    |
| 8  | Zoey's Extraordinary Birthday     | Lo straordinario compleanno di Zoey         | 4 aprile 2021   | 14 settembre 2021    |
| 9  | Zoey's Extraordinary Mystery      | Lo straordinario mistero di Zoey            | 11 aprile 2021  | 14 settembre 2021    |
| 10 | Zoey’s Extraordinary Girls’ Night | La straordinaria serata tra ragazze di Zoey | 18 aprile 2021  | 14 settembre 2021    |
| 11 | Zoey’s Extraordinary Double Date  | La straordinaria uscita a quattro di Zoey   | 2 maggio 2021   | 14 settembre 2021    |
| 12 | Zoey's Extraordinary Session      | La straordinaria psicoterapia di Zoey       | 9 maggio 2021   | 14 settembre 2021    |
| 13 | Zoey's Extraordinary Goodbye      | Lo straordinario addio di Zoey              | 16 maggio 2021  | 14 settembre 2021    |

## Lo straordinario ritorno di Zoey
Dopo la morte di Mitch, Zoey è tornata a vivere con la madre Maggie; torna a lavorare sei settimane dopo ed è sconvolta per come le cose sono cambiate. Zoey incontra il suo nuovo collega George e Joan le offre il lavoro di dirigente del quarto piano. Max fatica a trovare l'ispirazione per la sua nuova azienda e si imbatte nell'idea di creare un ristorante che ordini cibo da altri ristoranti. David ed Emily si adattano alla vita da genitori e Maggie confessa a Zoey che si sente male per non aver tenuto in braccio Miles perché lei e Mitch avrebbero dovuto essere nonni insieme. Più tardi Zoey e Max si baciano.

### Canzoni
| canzone                                    | Cantante/i                                                                | Presente nell'album |
| ------------------------------------------ | ------------------------------------------------------------------------- | ------------------- |
| "Rise Up" by Andra Day                     | Alex Newell as Mo                                                         | no                  |
| "Hello, Dolly!" from Hello Dolly!          | Various                                                                   | sì                  |
| "Are You Gonna Be My Girl" by Jet          | Skylar Astin as Max and John Clarence Stewart as Simon                    | sì                  |
| "Don't Cry Out Loud" by Melissa Manchester | Harvey Guillén as George                                                  | no                  |
| "Carry On" by fun.                         | Mary Steenburgen as Maggie, Alice Lee as Emily, and Andrew Leeds as David | sì                  |

## La straordinaria distrazione di Zoey
Zoey e Max finalmente si incontrano, ma i loro tentativi di trascorrere del tempo privato sono continuamente ostacolati da Mo e dai problemi di lavoro. L'orologio SPRQ Point non funziona correttamente e il team di Zoey ha il compito di trovare una soluzione. Max e Mo decidono di entrare in affari insieme, ma Mo è riluttante a firmare un accordo di partnership. La sorella di Emily, Jenna, arriva in città.

### Canzoni
| canzone                                                                             | Cantante/i                                | Presente nell'album |
| ----------------------------------------------------------------------------------- | ----------------------------------------- | ------------------- |
| "Poison" by Bell Biv DeVoe                                                          | Alice Lee as Emily                        | sì                  |
| "Too Good at Goodbyes" by Sam Smith                                                 | Alex Newell as Mo                         | sì                  |
| "Baby Did a Bad Bad Thing" by Chris Isaak                                           | Michael Thomas Grant as Leif              | sì                  |
| "Take Me Out to the Ball Game", music by Albert Von Tilzer, lyrics by Jack Norworth | Skylar Astin as Max                       | no                  |
| "I'll Make Love to You" by Boyz II Men                                              | Skylar Astin as Max                       | no                  |
| "A Moment like This" by Kelly Clarkson                                              | Skylar Astin as Max and Jane Levy as Zoey | sì                  |

## Gli straordinari sogni di Zoey
Zoey ha un incubo ricorrente in cui canta "Nowhere to Run" nella casa vuota di sua madre. Max suggerisce che potrebbe essere il momento per Zoey di trasferirsi nella sua vecchia casa, ma lei non vuole lasciare Maggie da sola. Zoey e Max decidono che potrebbe essere meglio prendersi una pausa. Sentendosi bloccata, Jenna aiuta Maggie a ritrovare la sua scintilla creativa. David ed Emily non vedono l'ora che Jenna se ne vada, ma sono delusi nell'apprendere che rimarrà in giro per aiutare Maggie con il nuovo progetto mentre Max e Mo guardano gli spazi per la loro nuova attività.

### Canzoni
| canzone                                                     | Cantante/i                                                                           | Presente nell'album |
| ----------------------------------------------------------- | ------------------------------------------------------------------------------------ | ------------------- |
| "Nowhere to Run" by Martha Reeves and the Vandellas         | Jane Levy as Zoey                                                                    | sì                  |
| "Someone You Loved" by Lewis Capaldi                        | Mary Steenburgen as Maggie                                                           | sì                  |
| "One Call Away" by Charlie Puth                             | Jee Young Han as Jenna                                                               | sì                  |
| "It's the Hard-Knock Life" from Annie                       | Michael Thomas Grant as Leif, Kapil Talwalkar as Tobin, and Harvey Guillén as George | sì                  |
| "Say Something" by A Great Big World and Christina Aguilera | Skylar Astin as Max                                                                  | sì                  |

## Lo straordinario impiegato di Zoey
Zoey decide di "scegliere la felicità", ma scopre che deve licenziare il 10 per cento  degli impiegati del quarto piano, incluso uno dei suoi dipendenti preferiti. Simon, in qualità di nuovo portavoce dell'azienda, è intervistato da Tatiana, una giornalista. Il nuovo cliente paesaggista di Maggie flirta con lei e le chiede di uscire, ma Maggie sente che è troppo presto per uscire con qualcuno dopo la morte di Mitch. Max sente che Mo non collabora negli affari, un'impressione che si intensifica quando Mo tiene l'opening del karaoke. Più tardi, Mo e Max accantonano le loro differenze e riallacciano i rapporti.

### Canzoni
| canzone                               | Cantante/i                                | Presente nell'album |
| ------------------------------------- | ----------------------------------------- | ------------------- |
| "I Want to Break Free" by Queen       | Andrew Leeds as David                     | sì                  |
| "Juice" by Lizzo                      | John Clarence Stewart as Simon            | sì                  |
| "Opposites Attract" by Paula Abdul    | Alex Newell as Mo and Skylar Astin as Max | no                  |
| "Stronger" by Britney Spears          | Harvey Guillén as George                  | si                  |
| "I'll Stand by You" by The Pretenders | Alice Lee as Emily                        | si                  |
| "Sex and Candy" by Marcy Playground   | Felix Mallard as Aiden                    | no                  |

## Lo straordinario sballo di Zoey
Zoey accetta il consiglio di Aiden e si prende un giorno libero, facendo uso di droghe. Danny, che è appena stato rilasciato dagli arresti domiciliari, si unisce a loro. Nel frattempo, Max e Mo lottano per attirare investitori per il loro ristorante, il che costringe Max a chiedere aiuto al suo ricco padre. Il padre di Max gli fornisce i soldi ma non crede che il suo ristorante possa funzionare, così Max rifiuta gli aiuti. Roger si scaglia contro Maggie dopo che si è rifiutata di uscire con lui, mentre Jenna vandalizza la sua auto per vendetta, ma Maggie lascia il progetto di Roger e licenzia Jenna. Più tardi, fanno pace e Jenna decide di andare via. Simon si rende conto che la sua nuova designazione è solo una facciata per la mancanza di diversità razziale in azienda. Deluso, Simon fa saltare in aria la copertura dell'azienda.

### Canzoni
| canzone                                        | Cantante/i                                                                          | Presente nell'album |
| ---------------------------------------------- | ----------------------------------------------------------------------------------- | ------------------- |
| "Unwritten" by Natasha Bedingfield             | Felix Mallard as Aiden                                                              | si                  |
| "Starships" by Nicki Minaj                     | Jane Levy as Zoey, Felix Mallard as Aiden, Noah Weisberg as Danny, Various as Crowd | si                  |
| "Numb" by Linkin Park                          | Skylar Astin as Max                                                                 | si                  |
| "Don't Let Me Be Misunderstood" by Nina Simone | John Clarence Stewart as Simon                                                      | si                  |

## La straordinaria resa dei conti di Zoey
Dopo che Simon rivela la verità sulla compagnia, Danny costringe Zoey a convincerlo a ritirare la sua dichiarazione: Simon che si rifiuta di indietreggiare. Scopre anche che Tobin affronta commenti razziali sulla sua etnia indiana e cerca di incoraggiarlo a sostenere Simon, ma inizialmente rifiuta. Simon decide di lasciare il suo lavoro e Zoey lo appoggia sulla scelta. Ma quando Zoey e Simon scoprono che Tobin ha parlato delle sue esperienze e ha avviato un hashtag su Internet, e che le persone si sono aperte da diversi rami dell'azienda in tutto il mondo, Simon ispira il consiglio a portare un cambiamento della cultura sul posto di lavoro, che li porta ad un successo definitivo. Nel frattempo, Max e Mo riescono a ottenere fondi da Danny per il loro ristorante.

### Canzoni
| canzone                                          | Cantante/i                                                                  | Presente nell'album |
| ------------------------------------------------ | --------------------------------------------------------------------------- | ------------------- |
| "Black Man in a White World" by Michael Kiwanuka | John Clarence Stewart as Simon                                              | sì                  |
| "No More Drama" by Mary J. Blige                 | Alex Newell as Mo                                                           | sì                  |
| "The Tracks of My Tears" by The Miracles         | Kapil Talwalkar as Tobin                                                    | sì                  |
| "Tightrope" by Janelle Monáe                     | John Clarence Stewart as Simon, Alex Newell as Mo, Alvina August as Tatiana | sì                  |

## Lo straordinario ricordo di Zoey
Zoey vuole ricreare una memoria col padre in occasione di un evento astrologico. La sua serata viene rovinata da Lief, in pena d’amore. Mo e Max aprono il MaxiMo che sembra avere un grande successo. La puntata finisce con Zoey che capisce che la cosa importante non è l’evento in sé, ma le persone con cui lo condivide.

### Canzoni
| canzone                            | Cantante/i                                | Presente nell'album |
| ---------------------------------- | ----------------------------------------- | ------------------- |
| "Drift Away" by Dobie Gray         | Andrew Leeds as David                     | sì                  |
| "Tainted Love" by Gloria Jones     | Michael Thomas Grant as Leif              | sì                  |
| "Let's Get Loud" by Jennifer Lopez | Alex Newell as Mo and Skylar Astin as Max | sì                  |
| "Watermelon Sugar" by Harry Styles | Felix Mallard as Aiden                    | no                  |

## Lo straordinario compleanno di Zoey
È il trentesimo compleanno di Zoey e lei organizza una grossa festa, anche se le difficoltà non mancano, per onorare lo spirito celebrativo di Mich. Tutti sembrano avere un amante (Mo e Perry, Max e Rose, McEnzy e Tobin, Emily e David) e Zoey è triste perché le sta tornando la cotta per Simon. Aiden suona una canzone con la sua band (con David) con la quale esprime il suo amore per Zoey, che lo rifiuta brutalmente. La puntata si conclude positivamente per Zoey e Simon che iniziano una relazione. David esce dalla band.

### Canzoni
| canzone                                     | Cantante/i | Presente nell'album |
| ------------------------------------------- | --- | ------------------- |
| "Need You Tonight" by INXS                  | Skylar Astin as Max and Katie Findlay as Rose | si                  |
| "Don't Leave Me This Way" by Thelma Houston | John Clarence Stewart as Simon, Kapil Talwalkar as Tobin, Morgan Taylor Campbell as McKenzie, Various as Coders                                                        | si                  |
| "Kiss Me" by Sixpence None the Richer       | Alex Newell as Mo, David St. Louis as Perry, Alice Lee as Emily, Andrew Leeds as David, Morgan Taylor Campbell as McKenzie, Alvina August as Tatiana, Various as Crowd | si                  |
| "Crimson Love" (original song)              | Felix Mallard as Aiden and Andrew Leeds as David | si                  |
| "Into You" by Ariana Grande                 | John Clarence Stewart as Simon | si                  |

## Lo straordinario mistero di Zoey
Zoey consulta una negromante per contattare il padre, su consiglio di Mo, anche se non è molto convinta. Durante la sessione, la negromante guasta i poteri di Zoey e lei inizia a sentire le canzoni sbagliate da persone sbagliate. Il tutto finisce quando lei capisce la persona da aiutare, ovvero Emily, che finisce la puntata piangendo.

### Canzoni
| canzone                                                  | Cantante/i | Presente nell'album |
| -------------------------------------------------------- | --- | ------------------- |
| "Anyone" by Demi Lovato                                  | Skylar Astin as Max                                                                                           | sì                  |
| "One" by Harry Nilsson                                   | Kapil Talwalkar as Tobin, Morgan Taylor Campbell as McKenzie, Michael Thomas Grant as Leif, Various as Coders | sì                  |
| "Anything You Can Do (I Can Do Better)" by Irving Berlin | Mary Steenburgen as Maggie                                                                                    | sì                  |
| "The More I Drink" by Blake Shelton                      | Alex Newell as Mo                                                                                             | sì                  |
| "The Fox (What Does the Fox Say?)" by Ylvis              | John Clarence Stewart as Simon                                                                                | sì                  |
| "IDGAF" by Dua Lipa                                      | Katie Findlay as Rose                                                                                         | sì                  |
| "Love on the Brain" by Rihanna                           | Rocco Morris as August                                                                                        | sì                  |
| "Rosanna" by Toto                                        | Alice Lee as Emily                                                                                            | sì                  |
| "Anyone" by Demi Lovato                                  | Alice Lee as Emily                                                                                            | no                  |

## La straordinaria serata tra ragazze di Zoey
Zoey cerca disperatamente di aiutare Emily, che rifiuta costantemente. Intanto Deb cerca di aiutare di nuovo Maggie a riprendere una vita sociale portandola al casinò. Nel frattempo Mo, Max e Simon affrontano i problemi d’amore: il primo non riesce a connettersi con la paternità di Perry, Max ha paura che, quando Rose se ne andrà lo potrebbe lasciare e Simon si sente escluso dai segreti di Zoey, la quale non ha ancora confessato di avere dei poteri.
La puntata termina con due fatti importanti:
- Emily ammette di avere bisogno di aiuto, a Zoey e, successivamente, a David.
- Zoey va da uno psicologo a cui dice di avere dei poteri.

### Canzoni
| canzone                              | Cantante/i                                                                 | Presente nell'album |
| ------------------------------------ | -------------------------------------------------------------------------- | ------------------- |
| "Make You Feel My Love" by Bob Dylan | Andrew Leeds as David                                                      | si                  |
| "Cheap Thrills" by Sia               | Bernadette Peters as Deb                                                   | si                  |
| "Tearin' Up My Heart" by NSYNC       | John Clarence Stewart as Simon, Alex Newell as Mo, and Skylar Astin as Max | si                  |
| "Gasoline" by Halsey                 | Alice Lee as Emily                                                         | si                  |
| "I Look to You" by Whitney Houston   | Alex Newell as Mo, Various as Choir                                        | si                  |

## La straordinaria uscita a quattro di Zoey
Zoey decide, con l’aiuto del suo nuovo terapista, di dedicare un intero weekend a Simon. Insieme partecipano ad una corsa insieme a Max e Rose. Sono tutti emozionati a parte Zoey e Max. Alla fine della corsa si ritrovano al MaxiMo dove Mo sta incontrando l’ex marito di Perry. Zoey aveva promesso di aiutare l’uomo con l’appuntamento, ma rovina solo le cose. Per di più Max allude al fatto di avere deciso di trasferirsi a New York con Rose, cosa che rende triste Zoey. Nel frattempo Deb si preoccupa per Maggie che sembra aver sviluppato una dipendenza da gioco. Al contrario stava cercando di disfarsi dei soldi guadagnati dal suo ultimo lavoro, ma invece di liberarsene ne guadagna sempre di più continuando a vincere. Con quei soldi decide di andare in vacanza con Deb.

### Canzoni
| canzone                                   | Cantante/i                                                              | Presente nell'album |
| ----------------------------------------- | ----------------------------------------------------------------------- | ------------------- |
| "Overwhelmed" by Royal & the Serpent      | Noah Galvin and Becca Tobin as Therapy Patients                         | sì                  |
| "Unwell" by Matchbox Twenty               | David St. Louis as Perry                                                | sì                  |
| "Don't Stop Me Now" by Queen              | John Clarence Stewart as Simon, Katie Findlay as Rose, Various as Crowd | sì                  |
| "New York State of Mind" by Billy Joel    | Skylar Astin as Max                                                     | sì                  |
| "Suspicious Minds" by Mark James          | John Clarence Stewart as Simon                                          | sì                  |
| "Rich Girl" by Gwen Stefani featuring Eve | Bernadette Peters as Deb and Mary Steenburgen as Maggie                 | sì                  |

## La straordinaria psicoterapia di Zoey
Zoey racconta al suo terapista il suo primo giorno alla sprqpoint, nel quale incontra Max, Lief, Tobin e Danny Michael Davis. Purtroppo scopre che non è stata ancora assunta, ma per esserlo dovrà superare alcune prove in coppia. Si ritrova con Max e, nonostante all'inizio non sembrano essere sulla stessa lunghezza d'onda, poco a poco diventano amici, fino a che Max (all'insaputa di Zoey) rinuncia all'assunzione a beneficio di Zoey. Intanto Zoey deve correre in ospedale perché Maggie ha avuto un piccolo attacco cardiaco, quindi Mich ha avvisato la famiglia. Nell'ospedale David incontra anche Emily. Zoey incontra anche Mo che le fa da autista.

### Canzoni
| canzone                           | Cantante/i                                              | Presente nell'album |
| --------------------------------- | ------------------------------------------------------- | ------------------- |
| "Pure Imagination" by Gene Wilder | Noah Weisberg as Danny                                  | sì                  |
| "The Climb" by Miley Cyrus        | SPRQ Point Employee                                     | no                  |
| "Thinking Out Loud" by Ed Sheeran | Skylar Astin as Max and Michael Thomas Grant as Leif    | no                  |
| "Shut Up and Drive" by Rihanna    | Alex Newell as Mo                                       | si                  |
| "Dream a Little Dream of Me"      | Peter Gallagher as Mitch and Mary Steenburgen as Maggie | no                  |

## Lo straordinario addio di Zoey
Al MaxiMo c'è la festa di addio per Max, che dovrà partire per New York con Rose. Durante la festa Perry e Mo si riappacificano e Zoey scopre che deve il lavoro a Max e non alle sue sole capacità. La notte sogna il padre che le fa capire che deve vivere al massimo la sua vita e che l'universo ha un piano per tutti. Con l'aiuto di Mo, allora, va all’aeroporto per cercare di fermare Max. Alla fine rinuncia, sentendo una canzone del cuore rivolta a Rose. Nel frattempo Zoey e Simon si sono lasciati e Tobin e McKenzie hanno ufficializzato la loro relazione. Maggie, dopo una disavventura online, decide che è ora di rimettersi in gioco, supportata dai figli e dalla nuora. Alla fine, Max rinuncia a Rose e al franchising perché "avrebbe sempre avuto una distrazione". Inoltre Max sente una canzone di cuore da Zoey. La stagione si conclude così, con questa puntata piena di riferimenti (il volo 7023, il codice per aprire la cassetta del pranzo nel 12 episodio, Maggie che dice di andare avanti - in inglese "carry on", come la canzone cantata alla fine del primo episodio - , il fatto che Max definisce Zoey una "distrazione" come fa lei per lui nel secondo episodio o anche la volpe di peluche, proveniente dal nono episodio)

### Canzoni
| canzone                                    | Cantante/i                                     | Presente nell'album |
| ------------------------------------------ | ---------------------------------------------- | ------------------- |
| "Sing" by Joe Raposo                       | Various as Crowd                               |                     |
| "Shake It Off" by Taylor Swift             | Various as Crowd                               |                     |
| "We Can Work It Out" by The Beatles        | Alex Newell as Mo and David St. Louis as Perry |                     |
| "I Lived" by OneRepublic                   | Peter Gallagher as Mitch                       |                     |
| "When a Man Loves a Woman" by Percy Sledge | Skylar Astin as Max                            |                     |
| "I'm Still Standing" by Elton John         | John Clarence Stewart as Simon                 |                     |
| "I Melt with You" by Modern English        | Jane Levy as Zoey                              |                     |

|}